# Security Bay
Die Security Bay (englisch für Sicherheitsbucht; in Argentinien Bahía Sin Nombre ‚Bucht ohne Namen‘) ist eine Bucht an der Nordküste der Doumer-Insel im Palmer-Archipel vor der Westküste des antarktischen Grahamlands. Sie liegt zwischen dem Homeward Point im Westen und dem Gauthier Point im Osten.
Teilnehmer der Vierten Französischen Antarktisexpedition (1903–1905) unter der Leitung des Polarforschers Jean-Baptiste Charcot kartierten sie. Die Benennung nahm das UK Antarctic Place-Names Committee im Jahr 1958 vor. Namensgebend war der Umstand, dass die Bucht bei den in diesem Gebiet vorherrschenden Winden mehrfach einen sicheren Ankerplatz geboten hat für die hydrographische Vermessungseinheit der Royal Navy, die hier zwischen 1956 und 1957 tätig war.